# Roger Wybot
Roger Wybot, né Warin (changement de nom le 15 février 1966) le 13 octobre 1912 à Paris et mort le 26 septembre 1997 dans la même ville, est un militaire français, spécialisé dans les renseignements. Il a entre autres dirigé la section de contre-espionnage du Bureau central de renseignements et d'action (BCRA) durant la Seconde Guerre mondiale, et participé à la création de la Direction de la Surveillance du territoire français, dont il a été le premier directeur de 1944 à 1959. Il fut donc au cours de cette période le protagoniste de plusieurs affaires importantes pour la France.

## Biographie
Il suit ses études au lycée Chaptal. Bachelier, il prépare le concours de l'École polytechnique, où il est admissible. Officier de réserve en situation d'activité, il entre finalement dans l'armée d'active en 1935, après être passé par l'École d'application de l'artillerie de Fontainebleau. En 1938, lors de la semi-mobilisation décrétée  après la crise de Munich, on lui confie le commandement d'une batterie de DCA dans le fort du Trou-d'Enfer, dans la forêt de Marly. Il y trouve des réservistes près de la mutinerie, car ils semblent avoir été « oubliés » par l'intendance, et n'ont pas mangé depuis 3 jours. Après avoir réglé les problèmes d'approvisionnement, la discipline revient, ce qui impressionne sa hiérarchie. Il sera ensuite affecté à la tête de la 5e batterie du fort de Châtillon.

### La Seconde Guerre mondiale

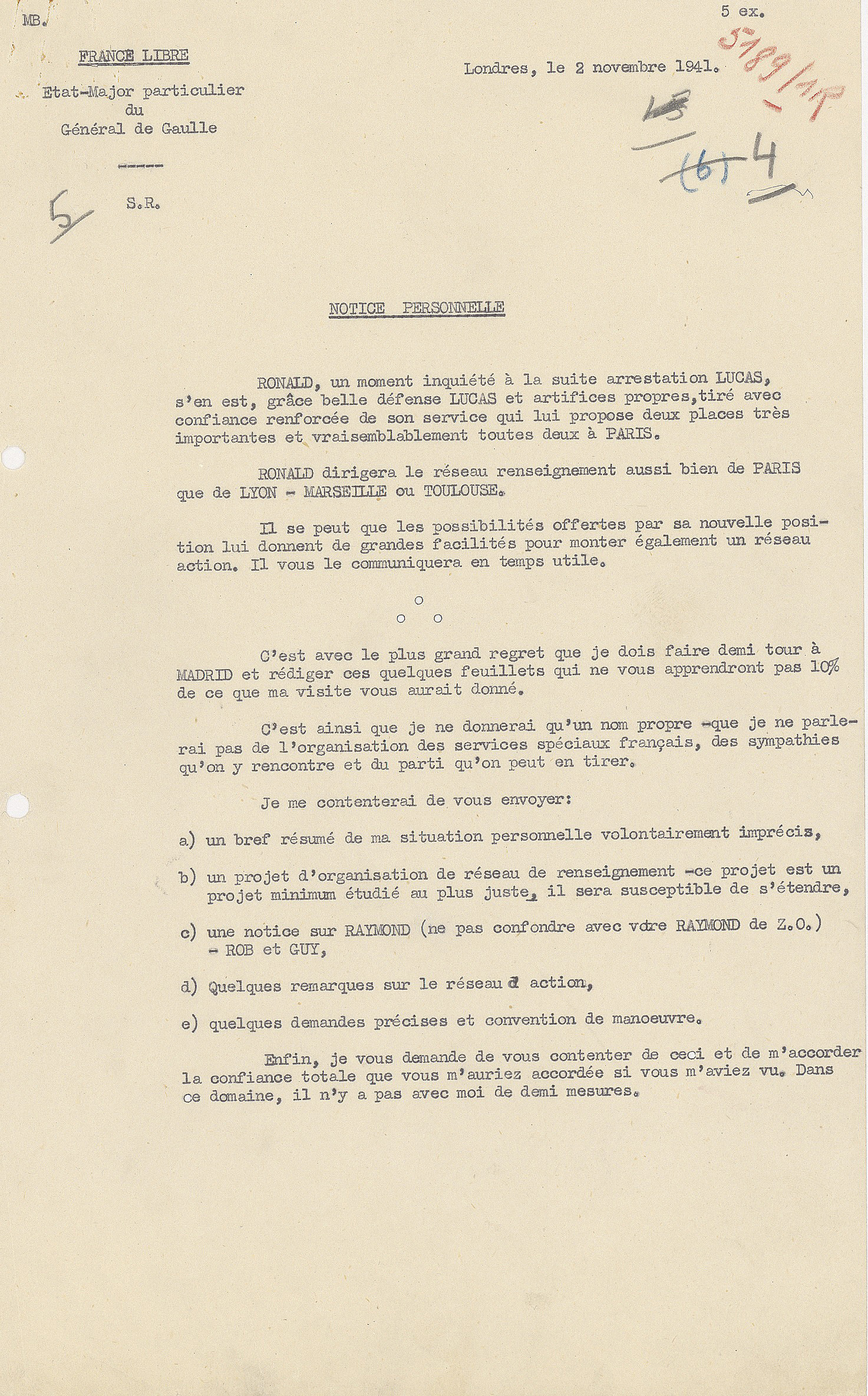
Schémas détaillant, dans un rapport à l’en–tête du Service de renseignements (SR), la structure du réseau Ronald et le projet, porté par son chef Roger Wybot, d’une organisation combinant en les cloisonnant renseignement et action, Londres, 2 novembre 1941. Archives nationales de France.

En 1940, à la suite de l'armistice, Roger Warin souhaite continuer la lutte, mais hésite entre Londres, encore peu estimé, et Vichy. Ce sera la rencontre avec le colonel Groussard qui lui fera choisir Vichy : celui-ci lui propose d'entrer au Centre d'Information et d'Études, un organisme officiel de Pétain, mais que Groussard souhaite détourner pour en faire un réseau de résistance camouflé. Le centre ne vivra pas longtemps. En décembre 1940, des luttes de pouvoir entre Pierre Laval et Philippe Pétain mènent Groussard à arrêter Laval et ses compagnons. Le régime nazi n'accepte pas cette intervention qu'il considère comme une tentative pour s'emparer du pouvoir, et envoie ses troupes les libérer. Les « groupes de protection » sont officiellement dissous, Groussard, désavoué, est bientôt traqué.
Roger Warin tente alors de rallier Londres avec ses compagnons, en passant par l'Espagne ; bloqués à Perpignan, ils y retrouvent Groussard, qui leur présente Pierre Fourcaud, envoyé du général de Gaulle. Ils décident de s'enrôler dans les Forces françaises libres et de rester en France pour créer un réseau. Il est alors intégré dans le BMA (Bureau des menées antinationales) de Marseille, centre de contre-espionnage devant officiellement collaborer avec l'ennemi, et faire la chasse aux agents gaullistes ou communistes. Roger Warin a alors 28 ans, et débute dans le domaine de l'espionnage. Il lui apparaît rapidement que sa double activité n'échappe pas à ses supérieurs, mais ceux-ci lui semblent très anti-allemands avant tout. À partir de mai 1941, on lui confiera même la surveillance dans la région marseillaise des « affaires anglo-américaines », c'est-à-dire des activités des agents alliés et gaullistes. Il tirera de cette position des informations sur les services de Vichy qu'il transmettra à Pierre Fourcaud. Plusieurs fois, en les prévenant, il aide des agents découverts par ses services à échapper à la police, comme pour Saint Jacques et Marie-Madeleine Fourcade. Fort de ses succès, il est contacté par le commandant Paillole qui s'occupe du contre-espionnage clandestin de Vichy, les TR (Travaux Ruraux), luttant contre les agents allemands dans la zone libre. Celui-ci lui propose d'entrer à son service, et planifie de partir en septembre 1941 pour épauler un des responsables de la zone de Paris.
Avant de changer de poste, Roger Warin prend rendez-vous avec son chef Fourcaud, pour prévoir avec lui les modifications du réseau rendues nécessaires par son départ à Paris. Mais Fourcaud, qui s'est montré trop téméraire en approchant l'amiral de Laborde, est recherché par la police nationale. Celle-ci l'arrête en août 1941 alors qu'il est en présence de Roger Warin, sur un quai de la gare Saint-Charles de Marseille. Warin, agent reconnu du BMA, est laissé libre sur le moment, mais est arrêté le lendemain. Toujours hésitants, ses collègues ne l'interrogent pas sérieusement, et tentent même de l'aider à s'évader, en le laissant seul dans un restaurant lors d'un repas. Mais Warin préfère rester, jouer le jeu de l'innocent, et il est finalement blanchi.
Son chef de réseau arrêté, il contacte Londres pour demander des consignes, mais il s'avère que Fourcaud n'a jamais parlé de son équipe à ses supérieurs. Sous couvert d'une prise de contact avec les milieux parisiens, pour son futur travail avec Paillole, il part pour Londres, pour tenter de faire reconnaître son réseau. Il passe par l'Andorre, l'Espagne et le Portugal, manquant plusieurs fois de se faire arrêter, et finit par arriver à Londres. Il va y rester jusqu'à la fin de la guerre, heureusement pour lui car son futur contact de Paris se révèlera être un agent allemand.
Il est accueilli à Londres avec beaucoup de scepticisme, car les alliés pensent qu'il pourrait être un agent provocateur. Finalement libre de ses mouvements, il contacte les services de renseignements français à Saint James's Square. C'est à ce moment qu'il devient officiellement membre des FFL, et qu'il choisit son pseudonyme Wybot. Il rencontre pour la première fois le général de Gaulle, mais l'entretien se passe mal. Alors que le général est persuadé que la France est acquise au gaullisme, Wybot le déçoit et le vexe en lui expliquant qu'il y est plutôt presque inconnu :

« Mon général, comme vous le savez, je viens de France. Si vous ne voulez pas que je vous dise ce qui s'y passe vraiment, c'est votre affaire. Mais, de grâce, ne m'expliquez pas, vous, ce qui s'y passe ! [...] En vérité, il n'y a pas de gaulliste en France. Il existe une poignée d'acharnés, quelques fous, c'est tout. J'en sais quelque chose, j'en suis un. »

### Le BCRA
Le colonel Passy demande à Wybot de rester en Angleterre et d'entrer dans ses services de renseignements. Wybot, fort de son expérience à Marseille, critique sévèrement le SR français, qui ne dispose même pas d'un bottin pour vérifier les déclarations faites lors d'un interrogatoire. Il en dira entre autres : « Vous croyez faire du renseignement, en réalité vous jouez au boy-scout ». Passy lui demande donc de proposer une réorganisation du service, qui devient le Bureau Central de Renseignement et d'Action (BCRA) et qui s'installe à Duke Street. C'est à partir de ce moment qu'il choisit le surnom de Wybot.
Il y développe ses méthodes d'interrogatoire, qui sont méthodiques et rationnelles. Wybot préfère laisser parler l'interrogé sans accusations, tout en ne laissant aucun détail de côté. Souvent, d'après lui, la personne interrogée finit par se contredire d'elle-même. « Je prends conscience de l'importance cruciale d'un interrogatoire, mécanisme ingénieux et implacable qui vous permet de dominer votre adversaire avant de l'enfermer dans les rets de votre froide raison. ». Il se révèle être un excellent psychologue, doublé d'un fin analyste des situations et un très bon évaluateur des personnes.
Il est aidé dans son travail par son apparence juvénile, qui n'incite pas ses interlocuteurs à la méfiance. En effet, âgé de 29 ans, il en apparait comme en ayant seulement 18. Il rapporte à ce sujet, lors d'une réception officielle : « Rencontrant un très haut et très digne fonctionnaire qui me voyait pour la première fois, je me présente : - Roger Wybot ! - Ah, jeune homme ! fait l'éminence en me tendant une main paternelle. Je connais très bien votre père, le directeur de la Surveillance du Territoire ! »
Au bout d'une année, il propose au Général de Gaulle une réorganisation du service de contre espionnage. Vu comme présomptueux, il est transféré dans un régiment d'artillerie déployé sur le champ de bataille en Afrique ou il effectue une campagne avec d'excellents états de service.
Arrivé en Italie, il évite le conseil de guerre pour avoir fait des reproches véhéments à un supérieur.
Il y constitue aussi un fichier très précis, contenant beaucoup d'informations sur des personnes, sur les missions en cours. Ce fichier est très décrié, entre autres par Emmanuel d'Astier de La Vigerie, qui trouve le procédé antidémocratique.

### La Direction de la Surveillance du Territoire (DST)
Le 16 Novembre 1944, à 32 ans, Roger Wybot devient le premier directeur de la toute nouvelle Direction de la Surveillance du Territoire (ou DST), poste qu'il conservera jusqu'en 1959.
Un décret en date du 7 Novembre 1951 viendra préciser les attributions de ce nouveau service :"Elle est responsable de la lutte contre les activités d'espionnage et d'ingérence des puissances étrangères sur l'ensemble des territoires de la souveraineté française".
La création de la DST, ses actions diverses, son  histoire, sont relatées par Wybot lui-même dans son ouvrage : Roger Wybot et la bataille pour la DST.

### Structure de la DST
Sous sa direction, l'organigramme de la DST est organisée en quatre sous directions.
La première est celle des services centraux qui gère le regroupement afin de garantir l'homogénéité idéologique des nouvelles recrues. Elle dirige l'administration, la sécurité et les relations avec les services alliés, principalement le FBI et la CIA. Enfin, elle gère la documentation centrale, véritable centre nerveux qui recueille, mémorise et analyse toutes les informations. Conçu en principe pour démasquer les espions des puissances adverse, ce "fichier à Wybot" va également très rapidement hanter une sérieuse partie du monde politique.
La seconde direction prend en charge les communications radios et doit détecter les émissions secrètes des agents de l'extérieur.
La troisième direction dirige la subversion et la lutte anti terroriste.
La quatrième direction dirige le contre espionnage opérationnel. Elle fonctionne sur un principe de zones géographiques et de zones sensibles comme les industries de l'armement et en liant avec la Défense nationale.
Pendant les 14 années, Wybot assisté de son état major composé d'anciens camarades de combat des campagnes d'Afrique et d'Italie, centralise les informations et les prises de décisions. Seul le ministre de l'intérieur et le directeur de la sureté nationale de l'époque ont autorité sur lui et la DST. Il voit défiler à ce poste 28 ministères, 12 ministres de l'intérieur et 5 directeurs généraux de la sureté.
Les effectifs qui sont classés Secret Défense sont alors de 1 800 agents dont 600 techniciens et personnels administratifs.

### La rivalité avec les autres services
Rapidement, cette nouvelle structure dont la discipline, le cloisonnement et la disponibilité constante font un corps d'élite, se heurte aux autres services dont le Sdece (Service de Documentation extérieure et de contre-espionnage) qui accepte mal de ne plus avoir le droit d'agir au sein des frontières du territoire national.
La préfecture de police observe également avec méfiance l'apparition de cette nouvelle structure.
Ces rivalités vont être rapidement l'occasion de sérieux accrochages entre ces services pourtant censés travailler de concert pour l'intérêt de la Nation.

#### L'affaire des généraux
Le 18 septembre 1949 éclate "l'affaire des généraux". Lors d'une bagarre de rue, où la police intervient pour séparer deux personnes, les forces de l'ordre découvrent le rapport ultra secret du général Georges Revers, chef de l'État-major des armées, sur la situation concernant la guerre d'Indochine.
L'enquête révèle qu'une dizaine de copies du rapport circulent au sein de la capitale parisienne. Les investigations révèlent également qu'un homme d'affaires au passé trouble entretient une influence sur le général Georges Revers. De même, le général Mast, qui rêve d'être nommé haut commissaire en Indochine, a comme ce dernier accepté de l'argent de la part d'un émissaire de l'empereur Bao-Daï.
Le rapport est diffusé à la radio par l'organisation Viêt minh. Pour le pouvoir en place, il est impératif d'étouffer le scandale, de préserver l'image de l'armée et de la France. Cependant, l'affaire donne lieu à plusieurs sérieuses empoignades avec le Sdece, alors dirigé par le Colonel Pierre Fourcaud, l'ancien recruteur de Wybot qui veut couler la DST.

#### L'affaire des fuites
Le 8 septembre 1954, l'affaire des fuites, plus grave que la précédente, éclate sous le gouvernement de Pierre Mendès France. À nouveau l'enquête sera marquée par plusieurs péripéties et des incidents liés à une concurrence inattendue entre la DST et la préfecture de police.
Les comptes rendus confidentiels du Comité de la Défense Nationale qui synthétisent les réunions des principaux ministres et des chefs des armées, circulent dans la capitale aux yeux du public. Ces informations sont notamment transmises aux communistes en pleine période de guerre froide.
En raison de l'absence de résultat de l'enquête menée par la préfecture de Paris, l'investigation est officiellement confiée à la DST. Un informateur de la préfecture de police, André Baranès, à l'origine membre du Parti communiste tunisien puis de la « section coloniale » du PCF, et journaliste pour le journal l'Humanité, et depuis 1952 au sein du journal Libération est rapidement considéré comme douteux par Wybot.
En parallèle, la DST enquête sur chacun des membres du Comité supérieur de la Défense nationale et de son secrétariat général, dirigé par Jean Mons. Après trois semaines d'investigation, Wybot acquiert la conviction que celui-ci, aidé par ses deux collaborateurs Roger Labrusse et René Turpin, a organisé les fuites au profit de certains parlementaires de l'opposition. Il obtient le 30 septembre les aveux de Labrusse et Turpin à l'issue d'une confrontation. Ceux-ci, guidés par un idéalisme pacifiste, ont en effet transmis les comptes-rendus du comité à Emmanuel d'Astier de La Vigerie, le directeur du journal Libération.
La lumière est faite sur cette affaire. Le procès se tient du 7 mars au 21 mai 1956 et se conclut par la condamnation de deux collaborateurs du secrétaire général du Comité supérieur de la Défense nationale, Jean Mons, René Turpin et Roger Labrusse. Jean Mons est accusé de négligence.
Cette affaire fait ressurgir à titre personnel pour Wybot le différend qui l'oppose à Emmanuel d'Astier de la Vigerie depuis l'époque de Londres.

### Guerre d'Algérie
Article détaillé : Infiltration de l'Armée de libération nationale algérienne par la DST.
La Gangrène de Bachir Boumaza, paru en 1958, aux Éditions de Minuit dénonce la torture dans Paris même : les témoins sont des étudiants algériens : ils racontent l'usage de la torture dans les locaux de la DST, parfois en présence de Roger Wybot. L'ouvrage est immédiatement saisi.

### La fin de sa carrière
Il est limogé en décembre 1958 par le général de Gaullepeu après le retour au pouvoir de ce dernier. En effet, Wybot qui croyait à l'Algérie française avait engagé les deux tiers de ses hommes dans la lutte contre le FLN. De Gaulle, qui avait déterminé que les Français devaient quitter l'Algérie, avait estimé que Wybot dont il connaissait le caractère récalcitrant, aurait eu une influence très importante sur la politique de décolonisation qu'il allait devoir mettre en place[source insuffisante].
Il est nommé dans plusieurs placards dorés dont inspecteur général des services de la sûreté nationale, puis en 1968, il est nommé inspecteur général des Services et écoles de Police Nationale au secrétariat général pour la police. Il sera directeur du service d’inspection générale et de contrôle de la Police nationale de 1969 à 1973, date à laquelle il part en retraite.
À noter que lors de l'élection de François Mitterrand en 1981, il espéra récupérer la direction de la DST.
Il est considéré comme le créateur de la DST, le façonnant pour en faire un instrument efficace de lutte contre l'influence de l'URSS. Wybot a déclaré à de nombreuses reprises : « Presque tout communiste militant est un agent soviétique en puissance, de même que toute cellule saine d'un cancéreux peut devenir demain cancéreuse ».
Il a reçu de J. Edgar Hoover, directeur du FBI, et d'Allen Dulles, premier directeur de la CIA, le titre de Cold Warrior (ou combattant de la guerre froide).
Il écrit plusieurs livres, dont ses mémoires avec Philippe Bernert (Roger Wybot et la bataille pour la DST), mais aussi des pièces de théâtre comme Antigone, le Grand orage et Pourquoi Barrabas ?.
Roger Wybot meurt le 26 septembre 1997 à Paris.

### Vie privée
Roger Wybot était homosexuel,,, ce qui a pu être considéré comme un défaut pour un dirigeant de la DST. Selon Rémi Kauffer, il partage avec l'Américain J. Edgar Hoover, dirigeant du FBI, une même caractéristique, celle d'être un homosexuel dénonçant en bloc les homosexuels, accusés d'être indignes de confiance et vus comme des traitres potentiels.

## Anecdotes
Il pratiquait l'acupuncture, la peinture et la sculpture.

## Distinctions
- Commandeur de la Légion d'honneur
- Compagnon de la Libération - décret du 17 novembre 1945
- Croix de guerre 1939-1945 (4 citations)
- Médaille coloniale
- King's Medal for Courage in the Cause of Freedom (Grande-Bretagne)
- Officier de l'ordre de la Couronne de Belgique
- Croix de guerre belge 1940-1945 avec palme
- Commandeur du Ouissam alaouite (Maroc)
- Grand officier du Nichan Iftikhar (Tunisie)
- Commandeur de l'Ordre du Héros national de Yougoslavie[22]

## Publications
- Bouillon de culture : homme, surhomme, termite ou néant ?, Denoël, 1962
- Pourquoi Barabbas : drame en 3 actes (suivi de Antigone ou Le grand orage), Denoël, 1965
- (propos recueillis par Philippe Bernert), Roger Wybot et la bataille pour la DST, Presses de la Cité, 1975
- Clés de l'acupuncture traditionnelle, Garancière, 1983